# Oxybrycon parvulus
Oxybrycon parvulus är en fiskart som beskrevs av Géry, 1964. Oxybrycon parvulus ingår i släktet Oxybrycon och familjen Characidae. Inga underarter finns listade i Catalogue of Life.